# Wolf Theiss

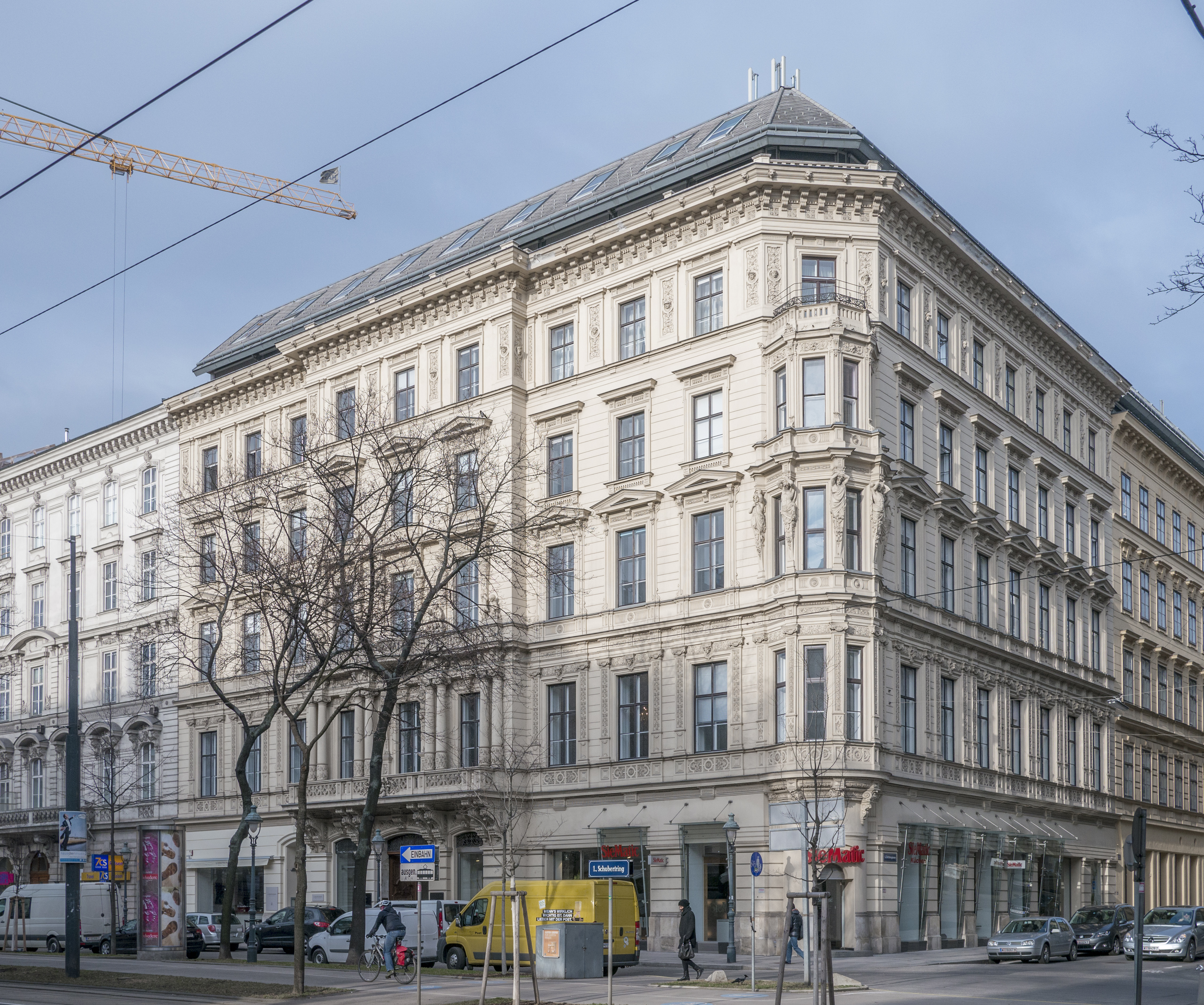
Hauptsitz von Wolf Theiss am Schubertring 6 in Wien

Wolf Theiss ist eine österreichische Rechtsanwaltskanzlei mit Büros in Mittel-, Ost- und Südosteuropa.  

## Geschichte
Wolf Theiss wurde 1957 in Wien gegründet. Seit 1995 hat das Unternehmen Büros in Prag (1998), Belgrad (2002), Bratislava (2002), Ljubljana (2003), Zagreb (2003), Tirana (2004), Sarajevo (2005), Bukarest (2005), Budapest (2007), Sofia (2008) und Kiew (2009) eröffnet.  
Die Kanzlei zählt zu Beginn des Jahres 2023 über 700 Personen und meldete mit Ende des Geschäftsjahres 2022 einen Umsatz von über 100 Millionen Euro.